# جیمی گرینهالگ
جیمی گرینهالگ (انگلیسی: Jimmy Greenhalgh; ۲۵ اوت ۱۹۲۳ – ۳۱ اوت ۲۰۱۳) بازیکن فوتبال اهل بریتانیا بود.
از باشگاه‌هایی که در آن بازی کرده‌است می‌توان به باشگاه فوتبال دارلینگتون اشاره کرد.